# Tomas Northug
Tomas Northug, född 19 april 1990 i Mosvik i Nord-Trøndelag, är en tidigare norsk längdskidåkare. Han tävlade för klubben Strindheim IL. Han debuterade i världscupen den 11 mars 2010 i norska Drammen. Han är yngre bror till Petter Northug som också tävlade i det norska landslaget.
Hans första pallplats, och även seger, kom i estländska Otepää den 17 januari 2015 när han vann den klassiska sprinttävlingen.
Han har tagit tre junior-VM-medaljer, två guld 2010 och ett brons 2009.
Vid VM i Falun 2015 nådde Tomas Northug final och slutade på en sjätte plats.

## Pallplatser i världscupen
| Datum           | Plats  | Disciplin             | Pl. |
| --------------- | ------ | --------------------- | --- |
| 17 januari 2015 | Otepää | Sprint, klassisk stil | 1:a |